# فیلم دلهره‌آور

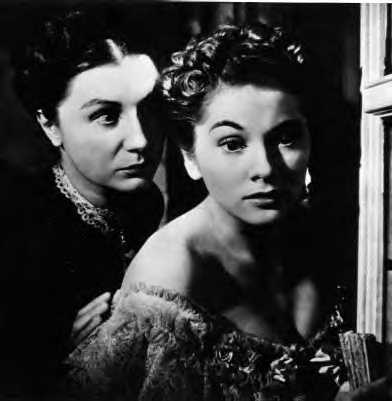
یک مضمون معمول در فیلم‌های دلهره‌آور شامل قربانی بی‌گناهی است که دربرابر جنون قرار می‌گیرد. همان‌طور که در فیلم ربه‌کا هیچکاک دیده می‌شود؛ جایی که خانم دانورس سعی می‌کند خانم وینتر را ترغیب کند که پایین بپرد

فیلم دلهره‌آور یا تریلر (به انگلیسی: Thriller film) یا فیلم تعلیقی (به انگلیسی: suspense film) یا فیلم مهیج، یک ژانر فیلم است که در مخاطب اضطراب و دلهره و حس تعلیق ایجاد می‌کند. فیلمساز در این ژانر بهره‌برداری ویژه‌ای از عنصر تعلیق می‌کند که در بیشتر داستان‌های این فیلم‌ها دیده می‌شود. تنش در فیلم به وسیلهٔ به تأخیر انداختن در چیزی که مخاطب اجتناب‌ناپذیر می‌داند و از طریق موقعیت‌های تهدیدآمیز یا گریزناپذیر ایجاد می‌شود.
مخفی کردن اطلاعات مهم از بیننده، صحنه‌های مبارزه و تعقیب و گریز در این ژانر متداول است. معمولاً در فیلم‌های دلهره‌آور زندگی تهدید می‌شود، مانند زمانی که شخصیت اصلی متوجه نمی‌شود وارد یک موقعیت خطرناک شده‌است. شخصیت‌های فیلم‌های دلهره‌آور با یکدیگر یا با یک نیروی خارجی در تضاد هستند، که گاه می‌تواند انتزاعی باشد. شخصیت اصلی معمولاً در برابر یک مسئله مانند فرار، مأموریت یا رمز و راز قرار می‌گیرد.
ژانر دلهره‌آور معمولاً با ژانرهای دیگر ترکیب می‌شود. ژانرهایی مانند فیلم اکشن، فیلم ماجراجویی، فیلم فانتزی و فیلم علمی تخیلی. ژانر فیلم ترسناک نیز پیوند نزدیکی با ژانر دلهره‌آور دارد چرا که هر دو تنش و اضطراب ایجاد می‌کنند.
عبارت فیلم مهیج با کلمهٔ عربی «مُهَیِّجْ» مصوب فرهنگستان زبان و ادب فارسی برای «thriller film» انگلیسی است.